# 程务挺
程務挺（？—684年），洺州平恩（今河北曲周東南）人。
父程名振為初唐名將。務挺少隨父作戰，以勇力聞名。调露二年（680年），隨裴行俭击破西突厥阿史那伏念，迁右武卫将军。歷官左武衛大將軍。嗣圣元年（684年），任單于道安撫大使。同年冬十二月，內史裴炎被斬於洛陽都亭，程務挺上書為裴炎辯冤，触怒武则天，被杀。
弟朝议郎、行周王西阁祭酒、上柱国程务忠。

## 延伸阅读
[在维基数据编辑]
 《舊唐書/卷83》，出自刘昫《舊唐書》
 《新唐書·卷111》，出自《新唐書》